# Belgisch kampioenschap tijdrijden voor nieuwelingen

De Belgische kampioenentrui

Het Belgisch kampioenschap tijdrijden voor Nieuwelingen is een jaarlijkse tijdrit in België voor renners van 15 en 16 jaar met Belgische nationaliteit. Er wordt gereden voor de nationale titel.

## Erelijst

### Eerstejaars nieuwelingen
| Jaar | Plaats              | Winnaar                                 | 2de                                     | 3de                                     |
| 2024 | Geraardsbergen      | Sander Willems                          | Vic De Smet                             | Senne Bradi                             |
| 2023 | Waregem             | Jinze Joris                             | Yasu Vervoort                           | René Messely                            |
| 2022 | Gavere              | Jinze Joris                             | Storm Van Den Eynde                     | Arnaud Delimont                         |
| 2021 | Koksijde            | Jasper Schoofs                          | Nolan Huysmans                          | Jarne Van Dyck                          |
| 2020 | -                   | Niet verreden vanwege de coronapandemie | Niet verreden vanwege de coronapandemie | Niet verreden vanwege de coronapandemie |
| 2019 | Sint-Lievens-Houtem | Yoran Van Gucht                         | Victor Hannes                           | Ilias Jordaens                          |
| 2018 | Vresse-sur-Semois   | Alec Segaert                            | Noah Detalle                            | Cian Uijtdebroeks                       |
| 2017 | Anzegem             | Lars Van Ryckeghem                      | Luca Van Hout                           | Dante Coremans                          |
| 2016 | Borlo               | Jarne Van Dyck                          | Warre Vangheluwe                        | Toon Stippelmans                        |
| 2015 | Overpelt            | Nicolas Wernimont                       | Xandres Vervloesem                      | Lars Daniels                            |

### Tweedejaars nieuwelingen
| Jaar | Plaats              | Winnaar                                 | 2de                                     | 3de                                     |
| 2024 | Geraardsbergen      | Jinze Joris                             | René Messely                            | Sune De Valck                           |
| 2023 | Waregem             | Thibaut Van Damme                       | Yoram Knaepen                           | Edouard Claisse                         |
| 2022 | Gavere              | Jasper Schoofs                          | Xander Scheldeman                       | Aless De Bock                           |
| 2021 | Koksijde            | Milan Van Den Haute                     | Yarno Van Herck                         | Duarte Marivoet                         |
| 2020 | -                   | Niet verreden vanwege de coronapandemie | Niet verreden vanwege de coronapandemie | Niet verreden vanwege de coronapandemie |
| 2019 | Sint-Lievens-Houtem | Noah Detalle                            | Luca D'Hollander                        | Alec Segaert                            |
| 2018 | Vresse-sur-Semois   | Lars Van Ryckeghem                      | Lucas Rogiers                           | Robin Orins                             |
| 2017 | Anzegem             | Branko Huys                             | Enrico Dhaeye                           | Jarne Van Dyck                          |
| 2016 | Borlo               | Luca De Meester                         | Vito Braet                              | Jarne Van De Paar                       |
| 2015 | Overpelt            | Yentl Bekaert                           | Bastien Dethier                         | Sebastien Grignard                      |

### Nieuwelingen
| Jaar | Plaats              | Winnaar                  | 2de                 | 3de                   |
| 2014 | Hooglede            | Sasha Weemaes            | Jens Reynders       | Gerben Thijssen       |
| 2013 | Maldegem            | Sasha Weemaes            | Stan Dewulf         | Cédric Beullens       |
| 2012 | Boussu-lez-Walcourt | Senne Leysen             | Jordi Warlop        | Igor Decraene         |
| 2011 | Tervuren            | Nathan Van Hooydonck     | Jenthe Biermans     | Dieter Verwilst       |
| 2010 | Habay-la-Neuve      | Joachim Vanreyten        | Otto Vergaerde      | Daan Hoeyberghs       |
| 2009 | Saint-Ghislain      | Mike De Bie              | Jasper De Buyst     | Paco Ghistelinck      |
| 2008 | Moeskroen           | Jens Vandenbogaerde      | Jorne Carolus       | Mike De Bie           |
| 2007 | Maldegem            | Guillaume Van Keirsbulck | Steven Giesberts    | Sean De Bie           |
| 2006 | Wachtebeke          | Guillaume Van Keirsbulck | Julien Paquet       | Arthur Vanoverberghe  |
| 2005 | Halle               | Jens Debusschere         | Tim Declercq        | Yannick Wellens       |
| 2004 | Wachtebeke          | Jan Ghyselinck           | Sven Nooytens       | David Piva            |
| 2003 | Wachtebeke          | Thomas Seghers           | Stijn Joseph        | Kevin Crabbé          |
| 2002 | Geel                | Nikolas Maes             | Jan Bakelants       | Michiel Van Aelbroeck |
| 2001 | Torhout             | Jürgen Roelandts         | Nikolas Maes        | Jelle Vanendert       |
| 2000 | Sint-Niklaas        | Mario Ickx               | Johan Peeters       | Lander Tytgat         |
| 1999 | Sint-Niklaas        | Jurgen Van den Broeck    | David Giancola      | Anton Wauters         |
| 1998 |                     | Kevin De Weert           | Wim Heyns           | Wim De Vocht          |
| 1997 | Brustem             | Sebastien Rosseler       | Wouter Van Mechelen | Frederik Pieters      |